# Batalla de Torata
La batalla de Torata fue un enfrentamiento de la guerra de independencia del Perú, ocurrido el 19 de enero de 1823 en las alturas de Torata (pueblo ubicado al noreste de Moquegua) entre el Ejército Libertador del Sur al mando del general argentino Rudecindo Alvarado y el Ejército Real del Perú al mando del brigadier Gerónimo Valdés y que culminó con la derrota patriota, cuyo ejército sería completamente destruido dos días después en la batalla de Moquegua.

## Antecedentes
Tras el retiro de José de San Martín del Perú, el mando del ejército unido recayó en el general Rudecindo Alvarado, a cuyo mando el ejército unido debería consolidar la independencia peruana derrotando al grueso de las tropas realistas que aún se mantenían intactas en el sur y la sierra del país.
Los primeros días de octubre partió del Callao la expedición de Alvarado compuesta por aproximadamente 4.300 efectivos y 10 piezas de artillería y el 6 de diciembre desembarcó en Arica. Ahí se dispuso que el batallón n.º 2 de Chile partiera a Tarapacá con la finalidad de distraer a las tropas realistas y promover el alzamiento de los civiles partidarios de la independencia, de igual manera mandó a ocupar Tacna al general Martínez con 1.000 soldados.
Mientras tanto el virrey José de la Serna informado del plan de sus contrarios había ordenado al brigadier Gerónimo Valdés, que se hallaba pacificando algunos poblados en la provincia de La Paz, marchara inmediatamente a Arequipa para ponerse al mando de las tropas acantonadas en esa ciudad y que debían ser las primeras en enfrentarse a Alvarado. Esta fuerza se componía de aproximadamente de 1.500 soldados de las tres armas, también dispuso el virrey que el general José de Canterac, que se encontraba en la sierra central, enviara al Cuzco dos batallones de infantería y dos escuadrones de caballería como refuerzo, Canterac excedió los límites de esa orden poniéndose el mismo al frente de sus tropas porque a decir de otro jefe realista «Canterac ansiaba hallarse en todas partes donde hubiera mayor riesgo: esta ambición era eminentemente honrosa pero no siempre podía ser compatible con los intereses del mejor servicio»
Al tener noticias del desembarco de Alvarado en Arica el virrey ordenó a Canterac dirigirse a Puno, punto estratégico para contener un posible intento de internación independentista en el Alto Perú.
En los días siguientes ambas fuerzas sostuvieron escaramuzas menores mientras se reconocían mutuamente, Valdés planeó atacar a la fuerza de Martínez en Tacna pero este plan se vio frustrado por perder el camino durante la noche en el arenal ubicado al norte del valle.

Mi inolvidable camarada y pariente: Te escribo sobre un tambor, en momentos de alistarse el batallón para emprender marcha a Tacna, donde tengo por seguro que vamos a copar al gaucho Martínez antes de que se junte con las tropas de Alvarado, a quien después nos proponemos hacer bailar el zorongo. El diablo se va a llevar de esta hecha a los independentistas. Ya es tiempo de que cargue Satanás con lo suyo, y de que las charreteras de coronel luzcan sobre los hombros de éste tu invariable amigo...
Carta privada de Domingo Echizarraga segundo comandante del batallón «Gerona». Sama, 28 de diciembre de 1823

Fracasado este intento de sorpresa el ejército real marchó a Calana, al noreste de Tacna, para hacer descansar a sus tropas y cabalgaduras e informarse por los pobladores de la situación del ejército patriota, que, al mando de Martínez, avanzaba ya sobre Calana en cuyas inmediaciones capturó al teniente coronel Martín Oviedo de la columna Pardos de Arica que se encontraba en exploración y a quien pese a ser oficial del ejército real mando fusilar acusado de ser espía; el general realista Andrés García Camba tras calificar este hecho de «indisculpable barbaridad» diría después: «Así acabó este hombre de color, pero uno de los más leales y fieles servidores del rey y de la causa española».
El ejército de Valdés se retiró a Pachía siendo perseguido y hostilizado por las fuerzas patriotas. Los primeros días de enero llegó a Torata al noreste de la villa de Moquegua, el plan de Valdés había sido atraer a su enemigo hacia la dirección que traían las fuerzas de Canterac proveniente de Puno.
Mientras esto ocurría el general Rudecindo Alvarado dirigía el grueso del ejército unido con la finalidad de batir a Valdés. El día 19 de enero de 1823 las avanzadas realistas anunciaron que el ejército patriota avanzaba en masa sobre Torata en cuyas alturas había desplegado Valdés a sus fuerzas.

## La batalla
El combate se inició a las 9 de la mañana con un vivísimo tiroteo, las tropas realistas hacían fuego por escalones retirándose lentamente hacia las alturas de la posición que ocupaban. Por su parte, las fuerzas de Alvarado atacaban en columnas paralelas sostenidas por el batallón n.º 5 y los granaderos de los Andes. Al caer de la tarde los realistas habían logrado contener exitosamente el avance de los independentistas, a eso de las 5 p. m. cuando Valdés defendía las penúltimas alturas de Torata hizo su aparición en el campo realista el general Canterac quien habiéndose adelantado con sus ayudantes a la división que mandaba comunicó la cercanía de los refuerzos realistas; esta noticia aumentó la moral de los soldados de Valdés.
Mientras tanto los independentistas continuaban su avance. Su derecha estaba constituida por el batallón de la legión peruana, el centro por el regimiento del Río de la Plata (formado por la unión de los batallones n.º 7 y n.º 8 de los andes) y la izquierda por el n.º 4 de Chile y el n.º 11 de los Andes que a su vez tenían como reserva al n.º 5 de Chile, la derecha de este era protegida por los granaderos de los Andes y dos piezas de artillería.
Los realistas, ocupando buenas posiciones defensivas, formaban con el batallón del Centro a la izquierda seguido por parte del Gerona, 50 cazadores montados y el resto del Gerona a la derecha, el grueso de su caballería se encontraba a retaguardia.
Alvarado adelantó al n.º 4 y el n.º 11 sobre la derecha realista cuyos jefes calificaron este movimiento como "débil y falto de arte" por la forma en que se ejecutó, el general chileno Francisco Antonio Pinto por su parte reconoce que la infantería independentista no avanzó uniformemente siendo que mientras los batallones de la izquierda sufrían todo el fuego enemigo, los de la derecha aún se encontraban fuera de tiro. Aprovechando esta situación Valdés ordenó a tres compañías del Gerona entre las que figuraban dos de preferencia formadas por soldados peninsulares reforzaran la derecha y atacaran a la bayoneta a los independentistas que aún se encontraban en marcha. La carga le fue confiada al coronel Cayetano Ameller, jefe del Gerona, cuyos soldados al grito de «¡Viva el Rey!» se lanzaron cuesta abajo rompiendo la izquierda enemiga siendo que los soldados dispersos arrastraron con ellos al n.º 5 que constituía la única infantería de reserva de su línea, viendo el éxito de esta acometida Valdés ordenó el ataque pronto y general de toda la infantería y caballería disponible, el resto del Gerona bajo el mando de su 2.º jefe Domingo Echizarraga atacó al regimiento del Río de la Plata mientras que Espartero con su batallón del centro cargó a la Legión Peruana de la Guardia apoyado por los dragones de Arequipa y los cazadores; refiere el general Miller en sus memorias que en esta ocasión el regimiento del Río de la Plata mostró una gran falta de disciplina pero que el número 4 de Chile y la legión peruana se condujeron bien, este último cuerpo se encontraba mandado por el teniente coronel Pedro de la Rosa y recibió la carga de la caballería y la infantería realista al grito de ¡Venid, españoles, venid y probad el valor de la Legión! retirándose únicamente del campo tras haber perdido las tres cuartas partes de su efectivo. En el campo realista las bajas fueron también sensibles, el mismo Espartero perdió dos caballos y recibió tres heridas de bala y una de bayoneta mientras encabezaba la carga de su batallón. De menor consideración fueron las heridas de Valdés y Ameller, mientras que el teniente coronel Feliciano Asín y Gamarra que mandaba la caballería fue mortalmente herido, en su conjunto la victoria costó a los realistas 250 hombres que el jefe de Estado Mayor califico como "casi irremplazables por su calidad», sin embargo las pérdidas del ejército unido fueron mucho mayores según versión independentista ascendieron a 500 soldados fuera de combate entre muertos y heridos, los realistas las calcularon en 700 inclusos 27 oficiales heridos que fueron capturados.
El ejército de Alvarado se retiró a Moquegua mientras que el realista se ocupó de recoger el botín y asistir a los heridos de ambos bandos que quedaron regados en el campo, en esta labor se distinguió el padre Alvino Odena, religioso franciscano y capellán del escuadrón Dragones de Arequipa que había prestado servicios espirituales a los moribundos aun durante el combate.
Al día siguiente se unió a la división de Valdés la que mandaba Canterac, con este refuerzo el ejército realista alcanzaba un número similar al de sus contrarios estando ahora compuesto por 1.765 soldados de infantería y 757 de caballería, lo que unido a la reciente victoria les daban confianza en un próximo y definitivo triunfo.
Dos días después de la acción de Torata ambas fuerzas volverían a enfrentarse en la batalla de Moquegua.